# Glottiphyllum oligocarpum
Glottiphyllum oligocarpum är en isörtsväxtart som beskrevs av L. Bol. Glottiphyllum oligocarpum ingår i släktet Glottiphyllum och familjen isörtsväxter. Inga underarter finns listade i Catalogue of Life.